# Lenka Hrabalová
Lenka Hrabalová (* 29. června 1988) je česká spisovatelka, arabistka, íránistka, cestovatelka a průvodkyně.

## Život a profesní aktivita
V dětství byl její zálibou Egypt a Mezopotámie. Studovala arabštinu a perštinu na Filozofické fakultě Univerzity Karlovy a doktorským studiem pokračovala na olomoucké Univerzitě Palackého, kde získala doktorát prací Ničení kulturního dědictví v muslimském světě.
Tématu Blízkého východu věnuje nejenom akademicky, ale též v terénu, navštěvuje opakovaně země svého výzkumu, hlavně v muslimském světě, resp. arabských zemích, v celé Asii a Africe.

## Dílo
- Saharské příběhy, Šimon Ryšavý 2020
- Dějiny v troskách: Ničení a ochrana kulturního dědictví na Blízkém východě a v Africe, Univerzita Palackého Olomouc 2022
- Mozaikou Íránu, Jota 2023
- Neúrodný půlměsíc: Klimatická proměna Blízkého východu, Host 2025
- Hrdinové Orientu, Tarbik Press 2025[2]